# Cochisea sonomensis
Cochisea sonomensis là một loài bướm đêm trong họ Geometridae.